# Umm al Samim
Umm al Samim (en arabe : أم الصميم), ou Umm as Samim est une région de sables mouvants, et d'eau saumâtre, sur la bordure est du désert Rub al-Khali, sur le territoire d'Oman. 
Les eaux de pluie, aussi faibles qu'elles soient, venant des montagnes d'Oman et des oueds du Rub al-Khali, se déversent dans ce bassin fermé de faible altitude. Le Al Samim, ou Mère des poisons, ou Mère des soucis est un marais salé recouvert d'une croûte apparemment solide, mais très dangereuse lorsqu'elle est percée. 
La végétation est très réduite.
Le premier Européen à le visiter, et à en parler, a été Sir Wilfred Thesiger, le célèbre voyageur et explorateur, dans les années 1940, au cours de ses voyages, à partir de Salalah (d'Oman).